# Нестабильная стенокардия
Нестаби́льная стенокарди́я (лат. unstable angina) — патологическое состояние, представляющее собой период обострения ишемической болезни сердца (ИБС), угрожающий развитием инфаркта миокарда и связанных с ним осложнений. Является промежуточным периодом между стабильным (хроническим) течением ИБС и её выраженным осложнением.
В настоящее время для определения степени тяжести нестабильной стенокардии на практике используют принятую в 1989 году классификацию Браунвальда, подразделяющую данное заболевание на три класса (чем выше класс, тем вероятнее развитие осложнений).

## Классификация
В настоящее время для определения степени тяжести нестабильной стенокардии используют принятую в конце 80-х годов классификацию Браунвальда.
|                                                                           | А – есть внешняя причина, усиливающая ишемию.Вторичная нестабильная стенокардия | B – внешней причины стенокардии нет.Первичная нестабильная стенокардия | С – возникает в течение 2-х недель после инфаркта миокарда.Постинфарктная стенокардия |
| ------------------------------------------------------------------------- | ------------------------------------------------------------------------------- | ---------------------------------------------------------------------- | ------------------------------------------------------------------------------------- |
| I – впервые возникшая, прогрессирующая стенокардия, без стенокардии покоя | IA                                                                              | IB                                                                     | IC                                                                                    |
| II – стенокардия покоя в течение месяца, но не в ближайшие 48 часов       | IIA                                                                             | IIB                                                                    | IIC                                                                                   |
| III – стенокардия покоя в ближайшие 48 часов                              | IIIA                                                                            | IIIB                                                                   | IIIC                                                                                  |

Нестабильную стенокардию делят на:
1 Впервые возникшую
2 Прогрессирующую
3 Вариантную (Принцметала)
4 Раннюю постинфарктную
В большинстве случаев стенокардия обусловлена атеросклерозом коронарных артерий сердца. Атеросклеротическая бляшка постепенно суживает просвет артерии и вызывает дефицит кровоснабжения миокарда при значительных физических и (или) эмоциональных перенапряжениях. Выраженный атеросклероз, суживающий просвет артерии на 75 % и более, вызывает такой дефицит уже при умеренных напряжениях.
Необтурирующий тромб и набухание атеросклеротической бляшки, приводящие к сужению артерий сердца.
В ряде случаев причиной стенокардии является артериальная гипотензия, что проявляется снижением притока крови к устьям коронарных артерий (артериальная,особенно диастолическая гипотензия любого, в том числе лекарственного, происхождения или падение сердечного выброса при тахиаритмии, венозной гипотензии).
Как уже было отмечено, эпизоды резкой боли в сердце проявляются в случаях, когда потребности сердечной мышцы в кислороде не восполняются кровотоком. Приступы стенокардии возникают во время физических нагрузок, эмоционального перенапряжения, резкого переохлаждения или перегрева организма, после приёма тяжёлой или острой пищи, употребления алкоголя.
Во всех вышеуказанных случаях работа сердца увеличивается, соответственно острее ощущается нехватка кислорода. Возникает болевой эффект.
Основные механизмы стихания приступа: быстрое и значительное снижение уровня работы сердечной мышцы (прекращение нагрузки, действие нитроглицерина), восстановление адекватности притока крови к коронарным артериям.

## Патогенез
Основные симптомы
При возникновении стенокардии боль чаще интенсивна, имеет давящий, сжимающий характер.
Чрезвычайно характерна для стенокардии иррадиация боли: чаще в левую руку,
левое плечо, под левую лопатку, в нижнюю челюсть.
Болевой приступ длится 1-10 мин и быстро купируется приёмом нитроглицерина
или при прекращении физической нагрузки. Субъективные ощущения пациентов при
стенокардии можно описать, как сжимающая или давящая боль за грудиной, часто
отдающая (иррадиирующая) в плечо, руку, шею или челюсть.
Как правило, боль продолжается менее 10 минут и проходит после приёма соответствующих
медикаментов или отдыха. Вместе с тем у различных пациентов наблюдались приступы
стенокардии, длившиеся от 30 секунд до 30 минут.
При стенокардии боль всегда отличается следующими признаками:
носит характер приступа, то есть имеет чётко выраженное время возникновения
и прекращения, затихание
возникает при определённых условиях, обстоятельствах.
Условия появления приступа стенокардии напряжения: чаще всего — ходьба (боль при
ускорении движения, при подъёме в гору, при резком встречном ветре, при ходьбе после
еды или с тяжёлой ношей), но также и иное физическое усилие, или (и) значительное
эмоциональное напряжение. Обусловленность боли физическим усилием проявляется в том,
что при его продолжении или возрастании неотвратимо возрастает и интенсивность боли,
а при прекращении усилия боль стихает или исчезает в течение нескольких минут,
начинает стихать или совсем прекращается под влиянием нитроглицерина (через 1-3
мин после его сублингвального приёма)
Названные три особенности боли достаточны для постановки клинического диагноза
приступа стенокардии и для отграничения его от различных болевых ощущений в области
сердца и вообще в груди, не являющихся стенокардией (кардиалгии).

## Диагностика
Диагностические критерии НСК
А. Клинические: в диагностике НСК определяющее значение имеет правильный и детальный опрос больного, выяснение анамнеза и причинной связи заболевания, раскрывающих синдром стенокардии. Характер боли, её локализация, частота в течение суток, продолжительность, иррадиация, условия (причины), при которых возникает боль, эффективность нитроглицерина и других антиангинальных препаратов.
Следует помнить, что при стенокардии боли носят сжимающий, давящий, жгучий характер, локализуются за грудиной, реже в прекардиальной области, иррадиируют в левую руку, обе руки, шею, нижнюю челюсть, возникают при физической нагрузке, прекращаются в покое или через 2-3 мин. после приёма нитроглицерина. У части больных приступы стенокардии могут провоцироваться холодной погодой (особенно после еды), или возникать только при первых нагрузках (бритьё, умывание, выход на работу), а в течение дня они не появляются. Следует подчеркнуть, что для типичной стенокардии характерен определённый стереотип приступов, небольшая их продолжительность (3-5 мин.), быстрая положительная реакция на нитроглицерин. Важно помнить об эквивалентах стенокардии в виде приступообразной одышки, чувства нехватки воздуха, теснения за грудиной, ощущения «комка» в горле, атипичной локализации боли, но типичных остальных условиях возникновения и купирования приступа. Важным дифференциальным критерием при этом являются связь с физической нагрузкой, чёткая положительная реакция на нитроглицерин.
При НСК приступы коронарных болей возрастают по частоте, продолжительности и интенсивности, резко уменьшается переносимость физической нагрузки, снижается эффективность нитроглицерина. Для купирования боли необходим повторный его приём. У некоторых больных к обычной боли присоединяется учащение сердечных сокращений, удушье, испарина. Если раньше приступы были только во время физических нагрузок, то теперь они начинают беспокоить больного в покое, ночью, некоторые из них продолжаются 15 и более минут, сопровождаются удушьем и устраняются только с помощью наркотических анальгетиков. НСК не бывает без коронарных болей. Наряду с этим появляются изменения ЭКГ, которых ранее не отмечалось. Всё это указывает на прогрессирование коронарной недостаточности.
Таким образом, главным диагностическим критерием НСК являются изменения характера болевого синдрома, его прогрессирующее течение.
Б. Электрокардиографические: наличие на ЭКГ признаков ишемии миокарда, появляющихся во время приступа боли и сохраняющихся в межприступный период. Они заключаются в депрессии сегмента ST или реже в его подъёме выше изоэлектрической линии, появлении высоких зубцов Т в грудных отведениях, их инверсии или сочетание указанных изменений. Признаки ишемии нестойки и исчезают либо вскоре после прекращения приступа боли, либо в течение ближайших 2-3 дней. Нередко ЭКГ остаётся в пределах нормы.
Суточное мониторирование ЭКГ позволяет зарегистрировать эпизоды преходящей ишемии, как связанной с болью, так и безболевой, установить их число, распределение в течение суток, направленность смещения сегмента ST, величину этого смещения, продолжительность каждого ишемического эпизода, выявить нарушения сердечного ритма.
В. Лабораторные. В периферической крови у пациентов с НСК иногда регистрируется лейкоцитоз не более 10000 в 1 мм3.
Уровень активности кардиоспецифических ферментов (КФК, МВ-КФК, ЛДГ, ACT) остаётся нормальным или не превышает 50 % от верхней границы нормы. Тропонин Т является маркером повреждения сердечной мышцы у больных с нестабильной стенокардией . Повышение уровня тропонина Т (0,55-3,1 мкг/л) может быть длительным или кратковременным. Чаще всего он определяется в крови у тех больных, у которых последний приступ в покое развился в течение ближайших 48 часов или у пациентов при наличии изменений конечной части желудочкового комплекса ЭКГ, особенно преходящих изменений сегмента ST . Повышение уровня тропонина Т по прогностической значимости у больных НСК равнозначно регистрации изменений конечной части желудочкового комплекса ЭКГ . При отсутствии изменений ЭКГ или когда желудочковый комплекс изменён исходно, повышение уровня тропонина Т является независимым предиктором неблагоприятного исхода .
Г. Эхокардиография: нередко выявляет нарушение подвижности ишемизированных участков миокарда со снижением сегментарной сократимости, причём степень этих изменений впрямую зависит от тяжести клинических проявлений заболевания. По мере стабилизации течения ИБС нарушения сократимости исчезают или уменьшается их выраженность.
Д. Радионуклидные исследования: сцинтиграфия миокарда с Тс99m пирофосфатом даёт возможность отдифференцировать острый инфаркт миокарда и НСК, особенно при неубедительных данных ЭКГ и активности ферментов. Тс99m — пирофосфат, избирательно накапливаясь в очаге некроза, делает видимым его на сцинтиграммах, что позволяет определить его локализацию и размеры. Различают два типа включения радионуклида: очаговое и диффузное. Очаговое — патогномонично для инфаркта миокарда. Диффузное — регистрируется при НСК с одинаковой частотой, как после ангинозного приступа, так и во внеприступный период более, чем у 80 % пациентов.
Е. Коронарная ангиография: позволяет оценить локализацию, степень и распространённость атеросклеротического поражения коронарного русла, документировать спазм, тромбоз венечных артерий, определить нарушение функции левого желудочка (вентрикулография).
Распространённость, характер атеросклеротических изменений, число поражённых коронарных артерий у больных НСК не отличается от такового при стабильной стенокардии, за исключением больных со впервые возникшей стенокардией, у которых чаще обнаруживают однососудистые поражения с преимущественной локализацией в передней нисходящей артерии. Наиболее неблагоприятны в прогностическом плане поражения ствола левой коронарной артерии и многососудистые поражения . Особенностями рентгеноморфологии коронарных артерий при НСК является большое число осложнённых сужений, к которым относятся эксцентрические стенозы с неровными и/или подрытыми контурами, интралюминальные дефекты контрастирования, протяжённые поражения с чередованием участков сужения и патологического расширения сосуда, а также признаки внутрикоронарного тромбоза: пристеночная задержка контрастного вещества, ячеистый рисунок стенозированного отдела артерии или неравномерность заполнения артерии, при наличии окклюзии, плохое вымывание контрастного вещества с места окклюзии . Эти признаки осложнённого поражения обнаруживаются тем чаще, чем ближе к моменту обострения коронарной недостаточности выполнено ангиографическое исследование . Обычно коронарная ангиография проводится после стабилизации состояния, с учётом согласия больного, при необходимости проведения чрескожной транслюминальной ангиопластики (ЧТКА) или операции аортокоронарного шунтирования (АКШ).

## Лечение
Лечебная тактика при нестабильной стенокардии.
Все больные НСК подлежат неотложной госпитализации в палаты (блоки) интенсивного наблюдения и лечения. Параллельно с лечением проводится запись ЭКГ в динамике, общий анализ крови, определение активности кардиоспецифических ферментов, по возможности ЭХОКГ, сцинтиграфия миокарда. Круглосуточное клиническое и мониторное наблюдение.
Задачами лечения является купирование болевого синдрома, профилактика повторных приступов стенокардии, предупреждение развития острого ИМ и связанных с ним осложнений. В этой связи лечебная тактика при НСК определяется основными патогенетическими механизмами её развития. Как уже говорилось, основным механизмом в большинстве случаев является нарушение целостности атеросклеротической бляшки, приводящее к активации тромбоцитов, их агрегации и формированию тромба, что приводит к частичной или полной закупорке коронарного сосуда. Поэтому лечение следует начинать с приёма ацетилсалициловой кислоты (аспирина). Противотромботическое действие АСК основывается на необратимом ингибировании циклооксигеназы тромбоцитов. Вследствие этого тромбоциты теряют способность синтезировать тромбоксан А2 (ТХА2), который индуцирует агрегацию тромбоцитов и обладает сосудосуживающими свойствами. В результате уменьшается возможность агрегации тромбоцитов и формирование тромба.
Аспирин даётся в первоначальной разовой дозе 325 мг, таблетка разжёвывается с целью быстрого всасывания и получения раннего антитромбоцитарного эффекта, который наступает через 10-15 минут. В последующие дни аспирин принимается по 160 мг/сут. после еды, запивается достаточным количеством воды. При раннем его применении число развившихся ИМ снижается более чем на 50 % по сравнению с плацебо . Аспирин используется у всех больных НСК при отсутствии противопоказаний. Известно, что наиболее широкое использование аспирина ограничивается его существенным недостатком — он способен вызывать поражение слизистой желудка с воспалительной её реакцией, образование эрозий и язв. Эту проблему положительно решают относительно новые формы препарата, таблетки, покрытые кишечно-растворимой оболочкой, поэтому слизистая желудка защищена от действия активного вещества. При использовании кишечно-растворимых форм АСК максимальное действие наступает через 3-4 часа после приёма внутрь. Первоначальная доза составляет 300 мг (3 таблетки по 100 мг или 1 таблетка — 300 мг); первую дозу следует разжевать с целью быстрого всасывания в полости рта, при этом антитромбоцитарный эффект наступает через 15 мин. Последующие дни осуществляется обычный приём внутрь по 100—200 мг/сут.
При наличии коронарных болей в момент поступления больному даётся нитроглицерин 0,5 мг под язык, через 10-15 мин. приём его можно повторить. При недостаточном эффекте проводится нейролептанальгезия, как при ИМ. Одновременно назначаются внутривенные инфузии нитроглицерина и гепарина. Начальная доза препаратов нитроглицерина (1 % раствор нитроглицерина, перлинганита, или изосорбит динитрата-изокета) составляет 5-15 мкг/мин, затем каждые 5-10 мин. дозу увеличивают на 10-15 мкг/мин., не допуская снижения систолического АД менее 100-90 мм рт. ст. При исходной гипертонии снижение систолического АД проводится в пределах 15-20 %. Инфузии нитроглицерина проводятся в течение 1-2 суток. Непрерывная инфузия гепарина проводится в течение 48-72 часов с постепенной отменой. В начале вводится болюсом 4000 ЕД гепарина, затем из расчёта 1000—1300 ЕД/час под контролем активированного частичного тромбопластинового времени (АЧТВ), увеличивая его в 1,5-2,5 раза от исходного. АЧТВ определяют через 6 часов от начала введения гепарина, до получения удлинения АЧТВ в 1,5-2,5 раза в двух последовательных анализах, далее 1 раз в сутки. При невозможности использовать непрерывную инфузию гепарина, допустимо введение под кожу живота по 5000 ЕД 4 раза в сутки. Следует отметить, что комбинация аспирина с гепарином даёт более благоприятные результаты.
Важное значение при лечении НСК имеют бета-блокаторы. Они способствуют устранению ишемии миокарда, предотвращают резкие гемодинамические изменения, уменьшают повреждения сосудов, тормозят образование липидных бляшек, являются профилактическими агентами по отношению к углублению, расширению или повторению имеющегося разрыва и к разрывам других бляшек, обладают антиаритмическим действием. Сочетание бета-блокаторов с аспирином, гепарином даёт надёжный эффект.
Первоначальное применение бета-блокаторов в комбинации с аспирином, гепарином может использоваться в тех случаях, когда у больных с НСК имеется гиперактивность симпатической нервной системы, проявляющееся тахикардией, гипертензией, нарушением ритма. В этих случаях бета-блокаторы могут быть использованы для приёма внутрь, а также можно рекомендовать и внутривенное введение.
1. Пропраналол (индерал, обзидан, анаприлин) в/ венно медленно (в течение 2 мин.) 3 дозы по 2,5 мг с интервалом в 5 мин., с последующим переходом приёма внутрь 40-80 мг/с с дальнейшим подбором индивидуальной дозы.
2. Метопролол (беталок, спесикор) в/венно медленно по 5 мг с интервалом 5 мин., три дозы, общая доза 15 мг за 15 мин. Затем внутрь по 50 мг 2 раза в сутки.
3. Атенолол в/венно медленно в течение 5 мин., 2 дозы по 5 мг, с интервалом 5 мин., общая доза 5-10 мг за 10 мин. с переходом на приём внутрь по 50 мг каждые 12 часов.
Таким образом, при вариантах НСК с прогрессирующим течением (впервые возникшая стенокардия; прогрессирующая стенокардия напряжения; постинфарктная стенокардия; инфаркт миокарда без зубца Q; стенокардия, развившаяся в течение 1-3 месяцев после успешной операции АКШ или баллонной ангиопластики) стандарт интенсивной терапии должен включать следующие лечебные мероприятия: аспирин, инфузии нитроглицерина и гепарина, либо сочетание аспирина, гепарина и бета-блокаторов. По стабилизации коронарного кровообращения плановое лечение проводится аспирином в комбинации с бета-блокаторами и/или нитратами. При остром коронарном синдроме с подъёмом сегмента ST или острой (свежей) блокадой левой ножки пучка Гиса, интенсивная терапия включает первоначальное введение тромболитических средств.
При спонтанной стенокардии, стенокардии типа Принцметала используются антагонисты кальция, из них дигидропиридиновая группа — нифедипин показан только при этом варианте НСК. С целью купирования приступа коронарных болей даётся нитроглицерин, при недостаточной эффективности — нифедипин, предлагая больному таблетку разжевать для лучшего всасывания её в полости рта. Для профилактики приступов назначаются нитраты или антагонисты кальция предпочтительно пролонгированные (амлодипин, ломир и др).; могут использоваться верапамил, дилгиазем. Бета-блокаторыпри «чистой» вазоспастической форме НСК могут ухудшить коронарный кровоток. Бета-блокаторы считаются противопоказанными у тех больных со спонтанной стенокардией, у которых спазм крупных коронарных артерий документирован при коронарографии с помощью пробы с эргометрином .
В случаях, когда к моменту госпитализации нет данных за прогрессирование НСК, особенно, когда последний приступ стенокардии был спустя 48 часов, отсутствуют изменения на ЭКГ, нет повышения кардиоспецифических ферментов, лечение может быть ограничено аспирином в сочетании с бета-блокаторами, и/или нитратами. В ряде случаев могут быть использованы антагонисты кальция — верапамил, дилтиазем, но не нифедипин. Особенно в тех случаях, когда бета-блокаторы противопоказаны. Указанные антагонисты кальция могут сочетаться с нитратами.
При нарушении сердечного ритма проводится антиаритмическое лечение, в том числе и электроимпульсная терапия.
В последние годы интенсивно изучается новый класс антитромбоцитарных агентов — блокаторы тромбоцитарных гликопротеиновых рецепторов II бета/III альфа (БГР II бета/III альфа) — в лечении больных НСК. БГР II бета/III альфа угнетают агрегацию тромбоцитов на её конечных этапах независимо от вызывающей её причины. К настоящему времени проведено несколько исследований с препаратами этой группы — Рео-Про, ламифибан, интегрелин и др., в сочетании с аспирином, гепарином, а также в качестве монотерапии, получены положительные результаты. Указанные препараты вводятся внутривенно, обеспечивая быстрый антитромбоцитарный эффект и столь же быстрое его прекращение по окончании введения. Начались исследования БГР II бета/III альфа, предназначенные для приёма внутрь (ксемилофибан, лефрадафибан, орбофибан). По-видимому, после уточнения их эффективности, они в ближайшее время будут внедрены в широкую лечебную практику.
Следующими, по-видимому, перспективными препаратами при лечении НСК могут быть низкомолекулярные гепарины (фраксипарин, дальтепарин и др.), которые тормозят каскад свёртывания крови на уровне фактора Ха. Они имеют ряд положительных характеристик по сравнению с обычным гепарином. Биодоступность их после подкожного введения значительно превышает биодоступность нефракционированного гепарина, они более предсказуемы по антикоагулянтному действию, использование их требует меньшего лабораторного контроля . Имеющиеся к настоящему времени результаты исследований их эффективности при НСК свидетельствуют о примерно равной их эффективности по сравнению с обычным гепарином по предупреждению ИМ, случаев смерти и процедур реваскуляризации миокарда .
Перевод больных из БИТ в коечное отделение осуществляется обычно на 2-3 сутки, по стабилизации состояния. На 10-15 сутки стабильного течения болезни и освоения общего двигательного режима всем больным, в соответствии с показаниями, для определения толерантности к физической нагрузке и коронарного резерва, выполняется велоэргометрия или исследование на бегущей дорожке.
В случаях, когда в течение 48-72 часов, несмотря на активную терапию, приступы стенокардии не изменяют интенсивности и продолжительности, возникают показания для выполнения срочной коронарографии и обсуждение вопроса о хирургическом лечении . Операция АКШ показана при наличии стеноза ствола левой коронарной артерии (ЛКА) на 50 % и более; поражении двух основных коронарных артерий с вовлечением передней межжелудочковой ветви (ПМЖВ); поражении трёх основных коронарных артерий в сочетании с дисфункцией левого желудочка фракция выброса — 35-50 %. После хирургического вмешательства у 80 % больных улучшается клиническое состояние, а у 63 % исчезает синдром стенокардии. При этом периоперационные ИМ развиваются у 4,8-9,3 % пациентов, летальность — 0,9-1,8 % .
Альтернативой оперативному лечению НСК в настоящее время является ЧТКА и интракоронарное протезирование с использованием внутрисосудистых протезов (стентов). Показаниями к её выполнению служат проксимальные однососудистые стенозы не менее 50 % просвета сосуда . Так как у 3-9 % больных во время ЧТКА может наступить расслоение интимы, разрыв коронарной артерии, возникает срочное показание оперативного лечения. В связи с этим, одним из условий выполнения ангиопластики является готовность кардиохирургической бригады для выполнения экстренного аортокоронарного шунтирования. Необходимо предварительное согласие больного на оперативное лечение в случае неудачи ЧТКА. Хорошие непосредственные результаты после чрескожной транслюминальной коронарной ангиопластики (ЧТКА) отмечаются у 85-90 % больных, у 60 % исчезают симптомы ИБС. В 5-7 % развивается ИМ, летальность менее 1 % .
Таким образом, последовательность лечебных мероприятий при лечении НСК можно представить следующим образом: госпитализация в БИТ, назначение аспирина, нитроглицерина, гепарина, бета-блокаторов; при вазоспастических вариантах НСК — нитроглицерин, антагонисты кальция; при остром коронарном синдроме с подъёмом сегмента ST или свежей блокадой левой ножки пучка Гиса — использование тромболитических препаратов. В перспективе применение блокаторов тромбоцитарных гликопротеиновых рецепторов II бета/III альфа и низкомолекулярных гепаринов. При неэффективности медикаментозной терапии — хирургическое лечение (АКШ, ЧТКА, интракоронарное протезирование — стенты). Далее переход на плановое лечение по общепринятой методике для хронической ИБС.

## Прогноз
Неблагоприятный при несвоевременной госпитализации больного и лечения. Большой риск развития инфаркта миокарда.